# Pernis (metrostation)
Het Rotterdamse metrostation Pernis is gelegen aan lijn C en maakt deel uit van de verlenging van de oost-westlijn die op 4 november 2002 werd geopend. Dit project werd Beneluxlijn genoemd.
Het station ligt ingeklemd tussen de autosnelweg A4 en de dorpskern van Pernis, een plaatsje dat midden in het Rotterdamse havengebied ligt. De opening van het metrostation betekende een grote verbetering voor de ontsluiting van Pernis met het openbaar vervoer. Voorheen was het dorp uitsluitend per bus bereikbaar. Het eilandperron van station Pernis is beschut door een overkapping, die door haar vorm tegelijkertijd de scheiding tussen het dorp en de snelweg markeert.
Genoemde buslijn is RET lijn 69, lopend van metrostation Pernis naar metrostation Zuidplein door het tussenliggende havengebied. De bus rijdt alleen in de ochtend- en avondspits.
Tussen april 2017 en de opening van de Hoekse Lijn (30 september 2019) werd station Pernis tijdelijk in de spits ook bediend door metrolijn A (behalve tijdens schoolvakanties). Dit had te maken met de ombouw van de Hoekse Lijn en het feit dat er vanaf station Vijfsluizen pendelbussen richting Vlaardingen reden. Het metrostation is het minst gebruikte van de hele Rotterdamse metro.
De Terp · Capelle Centrum · Slotlaan · Capelsebrug · Kralingse Zoom · Voorschoterlaan · Gerdesiaweg · Oostplein · Blaak  · Beurs · Eendrachtsplein · Dijkzigt · Coolhaven · Delfshaven · Marconiplein · Schiedam Centrum  · Parkweg · Troelstralaan · Vijfsluizen · Pernis · Tussenwater · Hoogvliet · Zalmplaat · Spijkenisse Centrum · Heemraadlaan · De Akkers